# Silvius (insecto)
Silvius es un género de moscas de la familia Tabanidae.

## Especies
Silvius contiene las siguientes especies (lista incompleta):
- S. abdominalis Philip, 1954
- S. algirus Meigen, 1830
- S. alpinus (Scopoli, 1763)
- S. appendiculatus Macquart, 1846
- S. ceras (Townsend, 1897)
- S. gibsoni Philip, 1958
- S. gigantulus Loew, 1872
- S. inflaticornis Austen, 1925
- S. jeanae Pechuman, 1960
- S. latifrons Olsufjev, 1937
- S. microcephalus Wehr, 1922
- S. notatus (Bigot, 1892)
- S. philipi Pechuman, 1938
- S. pollinosus Williston, 1880
- S. quadrivittatus (Bigot, 1823)
- S. sayi Brennan, 1935
- S. trifolium Osten Sacken, 1875
- S. variegatus (Fabricio, 1805)